# Familia de Coronis (astronomía)

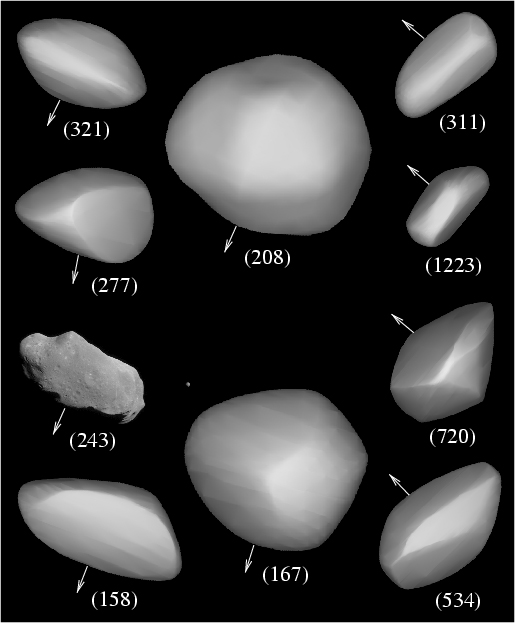
Compilación de asteroides de la familia de Coronis desde la NASA, vea Spins on Koronis asteroids.

La familia de Coronis es una familia de asteroides situada en el cinturón de asteroides. Se cree que son los restos rotos de un solo cuerpo que fue destruido por una colisión. La sonda espacial Galileo visitó a uno de los miembros de esta familia, Ida, en 1993.
Pertenecen a este grupo 86 asteroides y están situados a una distancia media de 2,87 ua

## Asteroides
| Nombre | Nombre     | diámetro medio | Semieje mayor | inclinación Orbital | excentricidad | Año de descubrimiento |
| ------ | ---------- | -------------- | ------------- | ------------------- | ------------- | --------------------- |
| 158    | Koronis    | 35.4 km        | 2.867 AU      | 1.00°               | 0.057         | 1876                  |
| 167    | Urda       | 39.9 km        | 2.855 AU      | 2.21°               | 0.035         | 1876                  |
| 208    | Lacrimosa  | 41.0 km        | 2.895 AU      | 1.751°              | 0.015         | 1879                  |
| 243    | Ida        | 31.3 km        | 2.861 AU      | 1.138°              | 0.046         | 1884                  |
| 263    | Dresda     | 23.0 km        | 2.886 AU      | 1.314°              | 0.079         | 1886                  |
| 227    | Elvira     | 27.0 km        | 2.887 AU      | 1.156°              | 0.089         | 1888                  |
| 311    | Claudia    | 24.0 km        | 2.897 AU      | 3.225°              | 0.008         | 1891                  |
| 321    | Florentina | 27.0 km        | 2.886 AU      | 2.594°              | 0.043         | 1891                  |
| 534    | Nassovia   | ?              | 2.884 AU      | 3.277°              | 0.057         | 1904                  |
| 720    | Bohlinia   | ?              | 2.888 AU      | 2.359°              | 0.014         | 1911                  |
| 1223   | Neckar     | ?              | 2.8690752 AU  | 2.55052º            | 0.0605204     | 1931                  |
| 9908   | Aue        | ?              | 2.900 AU      | 2.68°               | 0.0355        | 1971                  |